# Eduard Sturzenegger
Eduard Sturzenegger (* 28. November 1854 in Teufen AR; † 20. Februar 1932 in St. Gallen) war ein Schweizer Fabrikant und Kunstsammler.

## Leben
Eduard Sturzenegger war ein Sohn des Schneiders Bartholome Sturzenegger und der Elsbeth Sturzenegger, geb. Meier. Er absolvierte eine Lehre als Stickereizeichner. Ab 1872 arbeitete er als Entwerfer in seinem eigenen Atelier in St. Gallen. Nachdem er sich in Paris und Saint-Quentin in der Picardie weitergebildet hatte, gründete er im Jahr 1883 in St. Gallen eine Stickereifabrikation. 1886 kam ein Verkaufsgeschäft hinzu. Die Produkte – vor allem feine Roben und Appenzeller Handstickerei – verkauften sich gut; Sturzenegger konnte weitere Verkaufsgeschäfte z. B. in Luzern, Basel, Genf, St. Moritz und San Remo einrichten. Das Unternehmen wurde 1921 in die Ed. Sturzenegger AG umgewandelt, die bis 2007 existierte.
Der erfolgreiche Geschäftsmann Eduard Sturzenegger unterstützte bedrängte Sticker in der Ostschweiz.

## Kunstsammlung
Eduard Sturzenegger war nicht verheiratet. Er schenkte im Jahr 1926 der Stadt St. Gallen 175 Gemälde aus seiner Kunstsammlung. Diese befinden sich heute zum Teil im Kunstmuseum St. Gallen. Schwerpunkte der Sammlung Sturzeneggers waren Werke aus der Münchner Schule und Gemälde des 19. Jahrhunderts. Sturzenegger hatte seine Sammlung «unter kundiger Beratung des Malers Carl Liner ausgebaut». Sie wirkte ziemlich homogen, da sie «nicht eine Sammlung mit kunsthistorischen Zielen oder mit sonst wissenschaftlichen Gesichtspunkten» war, «sondern die im besten Sinn bürgerliche Sammlung eines Kunstfreundes, der sich in seinem Heim mit gediegenen Bildern umgibt.» Infolgedessen, so urteilte ein Zeitgenosse, waren auch «[n]icht alle Bilder [...] ‹Galeriestücke›, aber das» sei «in dieser Sammlung auch nicht nötig, deren Vorzug ihr ‹privater› Charakter» sei.
1937 wurde die Sturzenegger-Sammlung in der St. Galler Villa am Berg bzw. Villa Schiess an der Rosenbergstrasse gezeigt und 1940 fand eine gemeinsame Ausstellung von Werken aus den Beständen des Kunstmuseums und der Sturzeneggerschen Gemäldesammlung statt. Allerdings verblieb letztere vorerst noch in städtischem Besitz. Eigentlich sollte sie auch nur für die Dauer des Zweiten Weltkrieges im Kunstmuseum untergebracht bleiben. 1979 wurden die beiden Sammlungen nominell zusammengeführt, nachdem die «Stiftung St. Galler Museen» gegründet worden war. Im Jahr 2018 befanden sich noch 143 Gemälde aus der einstigen Sammlung Sturzeneggers im Kunstmuseum St. Gallen.
2017 begann man im Rahmen eines Provenienzprojektes, die Gemälde des St. Galler Kunstmuseums auf ihre Herkunft hin zu untersuchen. Anlass waren der Fall Gurlitt und die Feststellung, dass mindestens zwei der rund 15'000 Gemälde in dem Museum als Raubkunst zu gelten hatten.
Man beschränkte sich bei dem Provenienzprojekt aus Geldknappheit zunächst auf die Bilder aus der Sammlung Sturzenegger, obwohl diese ja lange vor Beginn des „Dritten Reiches“ angelegt und der Stadt geschenkt worden war. Weil aber die Sammlung in St. Gallen in den 1930er-Jahren umgestaltet worden sei und weil Sturzenegger darüber hinaus so ordentlich Buch geführt habe, sei die Untersuchung der Herkunft der Bilder dennoch notwendig und erfolgversprechend, hiess es im Mai 2017 in der Handelszeitung.

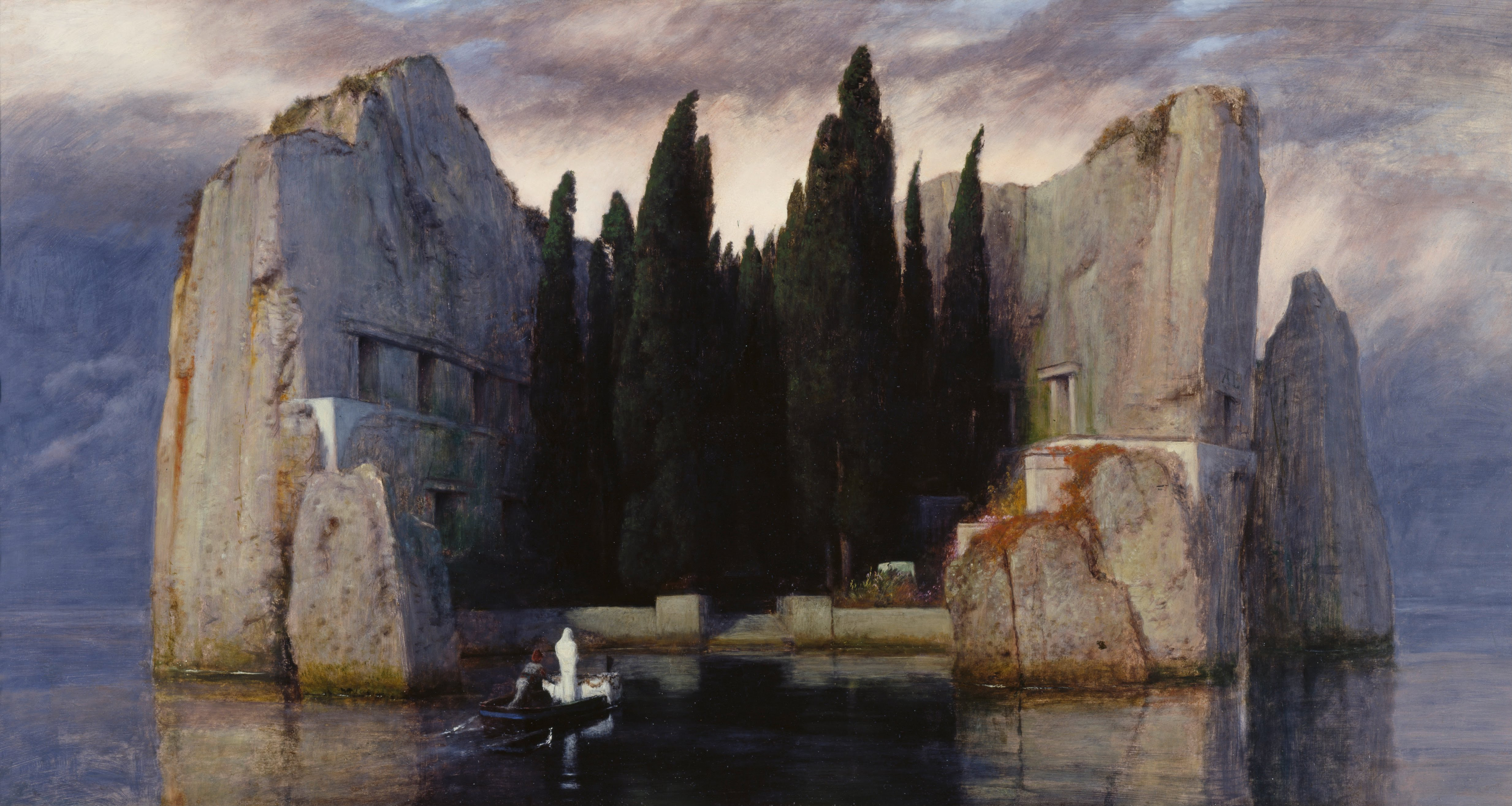
Die Toteninsel

Eine massgebliche Rolle bei der Umgestaltung der Sturzenegger-Sammlung in St. Gallen in der Zeit des Nationalsozialismus spielte neben dem Stadtammann Konrad Naegeli und dem Kunsthistoriker Walter Hugelshofer der jüdische Kunsthändler Fritz Nathan. Dieser hatte in München die Ludwigsgalerie betrieben und war 1936 in die Ostschweiz emigriert, von wo aus er weiterhin Kunsthandel betrieb. Nathan, der mit Oskar Reinhart, Emil Georg Bührle und Theodor Fischer in engem Kontakt stand, war dank seiner guten Beziehungen auch nach der Beschlagnahmung seiner Galerie durch die NSDAP noch in der Lage, ins Deutsche Reich einzureisen und Kunstwerke zu kaufen und zu verkaufen. Aus der damals in St. Gallen befindlichen Bildersammlung aus Sturzeneggers Besitz verkaufte er mehrere Dutzend Gemälde, die man für «künstlerisch unerfreulich» hielt, in Deutschland und schaffte im Gegenzug «wertvollere» an. Schon 1935 hatte Hugelshofer hinsichtlich der Bilder, die verkauft werden sollten, festgestellt: «Die Mehrzahl [...] ist nur in München verwertbar. Glücklicherweise besteht gerade augenblicklich eine momentane Konjunktur für Gemälde dieser Art. [...] Da diese Welle des schlechten Geschmacks in absehbarer Zeit wieder abebben dürfte, ist sehr zu raten, diese unerwartete Chance – das Glück im Unglück – ungesäumt auszunützen.»
Insgesamt verkaufte Nathan bis 1936 61 Bilder der Sammlung, darunter die Toteninsel von Arnold Böcklin, die Sturzenegger einst in seinem Büro aufgehängt hatte und die nun in den Besitz Adolf Hitlers gelangte und in der Reichskanzlei ihren Platz fand.
Als Nathan nicht mehr nach Deutschland einreisen konnte, hielt er den Kontakt mit Karl Haberstock, Hitlers bevorzugtem Kunsthändler, weiterhin aufrecht und konnte so Bilder verkaufen, die in das sogenannte Führermuseum gelangten. Für die Sturzenegger-Sammlung in der Schweiz kaufte er 26 Gemälde. Trotz seiner Geschäfte mit Nazideutschland und obwohl er 1944 gegenüber der NZZ eine Äusserung tat, aus der deutlich hervorging, dass er um die Existenz von Raubkunst wusste, hatte Nathan in der Schweiz einen guten Ruf. Er «unterstützte» Flüchtlinge, die Kunstsammlungen besassen, indem er durch Weiterverkauf ihrer Bilder die Weiterreise der heimatlos Gewordenen finanzieren half, und führte Kunstsammlungen durch Leihgaben in die Schweiz ein, um sie dem Zugriff der Nationalsozialisten zu entziehen.
Im August 2018 wurde als Ergebnis der Provenienzforschungen zur Sammlung Sturzenegger in St. Gallen berichtet, es seien zwar zu den 1926 von Eduard Sturzenegger persönlich geschenkten Gemälden ab 1933 noch weitere 120 Bilder aus der Sturzenegger-Sammlung hinzugekommen, doch hätten die Provenienzforschungen zum Zeitraum von 1933 bis 1945 bisher keinen konkreten Verdacht ergeben. Bei 77 Bildern bestünden allerdings noch Lücken im Besitzernachweis für die fragliche Zeit.